# 金海市
金海市（：／ Gimhae si */?），是韓國慶尚南道的一個城市，為不設區的特定市，位於釜山廣域市西方、道廳所在地昌原市的東方。金海市的進永邑本山里烽下村為已故前韓國總統盧武鉉的家鄉。

## 概要
古代首露王創建的金官伽耶驾洛國的首都，被視為金海金氏的發祥地。知名後代有金忠善與金大中。
與江戶時代的日本交易輸出茶道所使用的茶碗陶器粉青沙器聞名。
2010年10月時人口突破五十萬，2017年4月時達53萬，是慶尚南道人口第二多的行政區。市廳位於府院洞，下轄1邑6面12行政洞。
金海國際機場於1976年落成時曾位屬金海，但1978年釜山升格直轄市（現在的廣域市）時被劃分釜山。

## 沿革

### 金海市
- 1981年7月1日 - 金海郡金海邑昇格為金海市。
- 1995年5月10日 - 金海市・金海郡合併為金海市（1邑7面）。
- 2013年7月1日 - 長有面分割為三個行政洞（長有1洞・2洞・3洞）。時人口13萬4481人，是當時釜山江西區的1.98倍[3]。（1邑6面）

### 金海郡
- 42年 - 駕洛國建國。
- 532年 - 與新羅合併、建立金官郡。
- 685年 - 統一新羅設置金官小京（全國九州五小京之一）。
- 756年 - 改稱金海小京。
- 971年 - 高麗設立金海府，而後與臨海、金州、安東等地合稱金海縣。
- 1413年 - 李氏朝鮮設立金海都護府。
- 1895年6月23日（陰曆閏5月1日） - 改為晉州府金海郡。[4]
- 1896年8月4日 - 改為慶尚南道金海郡。[5]
- 1906年
  - 大山面改編入昌原府。[6]
  - 梁山郡的大上面・大下面編入金海郡。
- 1914年4月1日 - 郡面併合，生林面的一部分編入密陽郡。金海郡成立以下14面。
  - 左部面・右部面・長有面・下界面・二北面・生林面・上東面・下東面・酒村面・進禮面・駕洛面・大渚面・鳴旨面・箓山面
- 1918年7月1日 - 左部面・右部面合併、設立金海面。（13面）
- 1928年4月1日 - 下界面改稱進永面。[7]（13面）
- 1931年11月1日 - 金海面升格為金海邑。[8]（1邑12面）
- 1942年10月1日 - 進永面升格為進永邑。[9]（2邑11面）
- 1943年1月18日 - 駕洛面食滿里一部分編入金海邑。[10]（2邑11面）
- 1944年10月1日 - 下東面改稱大東面。（2邑11面）
- 1973年7月1日 - 大渚面升格大渚邑。[11]（3邑10面）
- 1978年2月15日（2邑9面）[12]
  - 大渚邑與部分駕洛面・鳴旨面的大部分編入釜山直轄市北區。
  - 鳴旨面新湖里編入菉山面。
- 1981年7月1日 - 金海邑升格金海市，脫離金海郡。[13]（1邑9面）
- 1983年2月15日 - 生林面的一部分編入二北面。（1邑9面）
- 1987年1月1日 - 二北面改稱翰林面。（1邑9面）
- 1989年1月1日 - 駕洛面・菉山面編入新設的釜山直轄市江西區。[14][15]（1邑7面）
- 1995年5月10日 - 金海郡與金海市合併為金海市。金海郡消滅。[16]

## 行政

### 行政區域
| 行政洞・邑・面 | 法定洞・法定里                                                                                         |
| -------------- | --- |
| 東上洞         | 東上洞                                                                                                 |
| 會峴洞         | 鳳凰洞、西上洞                                                                                         |
| 府院洞         | 府院洞                                                                                                 |
| 内外洞         | 内洞、外洞                                                                                             |
| 北部洞         | 龜山洞、大成洞、三溪洞                                                                                 |
| 七山西部洞     | 豐留洞、明法洞、二洞、花木洞、興洞、田下洞、江洞                                                       |
| 活川洞         | 三政洞、漁防洞                                                                                         |
| 三安洞         | 三芳洞、安洞                                                                                           |
| 佛岩洞         | 佛岩洞、池内洞                                                                                         |
| 長有1洞        | 柳下洞、内德洞、釜谷洞、茂溪洞、新文洞                                                                 |
| 長有2洞        | 三文洞、大清洞                                                                                         |
| 長有3洞        | 官洞洞、栗下洞、長有洞、應達洞、水佳洞                                                                 |
| 進永邑         | 内龍里、芳洞里、本山里、雪倉里、舍山里、新龍里、餘莱里、牛洞里、蟻田里、佐昆里、竹谷里、進永里、荷溪里 |
| 翰林面         | 明洞里、退来里、屏洞里、新泉里、龍德里、安谷里、安下里、長方里、匙山里、佳洞里、佳山里、金谷里         |
| 生林面         | 羅田里、都要里、馬沙里、鳳林里、沙村里、生林里、生鐵里、安養里                                         |
| 上東面         | 甘露里、大甘里、梅里、墨方里、余次里、右溪里                                                           |
| 大東面         | 槐井里、大甘里、德山里、水安里、禮安里、月村里、鳥訥里、酒同里、酒中里、草亭里                         |
| 酒村面         | 農所里、元支里、德岩里、泉谷里、良洞里、内三里、仙池里、望德里                                         |
| 進禮面         | 晴川里、詩禮里、松亭里、棗田里、新安里、新月里、山本里、松峴里、淡安里、古慕里                         |

### 警察
- 金海中部警察署
- 金海西部警察署

### 消防
- 金海東部消防署
- 金海西部消防署

## 教育

### 大學
- 四年制大學
  - 仁濟大學：1932年由白麟濟博士創立的私立院校，設有醫學院。在韓國有四所醫院。
  - 加耶大學：1992年成立於慶尚北道高靈郡，2003年成立金海校區。
  - 釜山長神大學:1953年由長老教會創立的神學院。

- 短期學院
  - 金海大學

### 圖書館
- 公共圖書館
  - 金海圖書館（慶尚南道教育廳營運）
  - 進永圖書館（慶尚南道金海教育支援廳營運）
  - 韓光圖書館（한빛도서관）
  - 七岩圖書館（칠암도서관）
  - 花政文泉圖書館（화정글샘도서관）
  - 長有圖書館（장유도서관）
  - 金海奇跡圖書館（김해기적의도서관）

- 大學圖書館
  - 盆城圖書館（加耶大學）
  - 白麟濟紀念圖書館（仁濟大學金海校區）
  - 長神大學圖書館
  - 金海大學圖書館

## 觀光
- 首露王陵
- 金海天文台
- 長有溪谷

## 交通

### 鐵路
韓國鐵道公社
- 慶全線：翰林亭站 - 進永站 - 進禮站
- 釜山新港線：進禮站 - 長有站

進永站停靠有部分KTX、ITX-新村與無窮花號全列車。其餘二站停靠部分的無窮花號。從東大邱站搭乘無窮花號到進永站約需1小時20分。從釜田站（釜山廣域市）來的班次較少，車程約一個小時。到昌原站約20分鐘。
釜山－金海輕電鐵
●釜山－金海轻电铁：佛岩站 - 池内站 - 金海大學站 - 仁濟大站 - 金海市廳站 - 府院站 - 鳳凰站 - 首露王陵站 - 博物館站 - 蓮池公園站 - 長神大站 - 加耶大站
本線是2011年開通的新交通系統。從釜山沙上站（釜山西部轉運站）經由金海國際機場到金海市内。首露王陵站到金海機場約25分鐘、到沙上站大約32分，在沙上站換乘釜山都市鐵道2號線後，到西面站大約一個小時。

### 巴士
- 金海市外轉運站
  - 市外轉運站往首爾高速巴士客運站約每小時一班次、車程約4小時40分。
  - 也有前往大邱北部轉運站・蔚山廣域市・浦項的車次。

### 高速公路
- 南海高速公路（10号線）
  - 進永服務區 - 進禮交流道 - 冷井系統交流道 - 西金海交流道 - 東金海交流道
- 南海高速道路第二支線（104号線）
  - 冷井系統交流道 - 長有服務區（釜山方向） - 長有交流道

### 航空
金海國際機場雖屬釜山廣域市內，但可達便利。

## 友好城市
國內
- 慶尙南道南海郡

國外
- 日本福岡縣宗像市
- 美国奧勒岡州塞勒姆
- 美国華盛頓州莱克伍德
- 越南同奈省邊和市
- 中国山東省萊西市
- 印度北方邦阿約提亞